# Šetarova
Šetarova este o localitate din comuna Lenart, Slovenia, cu o populație de 72 de locuitori.